# Franz Ziereis
Franz Xaver Ziereis (Monaco di Baviera, 13 agosto 1905 – Gusen, 24 maggio 1945) è stato un militare tedesco, comandante del campo di concentramento di Mauthausen dal febbraio 1939 al tempo della sua liberazione nel 1945.

## Biografia
Franz Ziereis nacque a Monaco nel 1905, secondogenito di quattro figli di una famiglia di umili origini; il padre possedeva un calesse con il quale si guadagnava da vivere, la madre era casalinga.
Dopo i suoi primi studi, lavorò per qualche tempo come apprendista in un negozio e, durante il periodo della disoccupazione nel 1922, come carpentiere. Nel 1924, all'età di diciotto anni, entrò nella Reichswehr e divenne membro dell'11º reggimento di fanteria, lasciando in seguito l'esercito, con il grado di sergente, per entrare nelle SS il 30 settembre 1936 con il grado di SS-Obersturmführer. L'anno seguente ottenne il comando della 22. Hundertschaft delle SS-Totenkopfverbände, distaccato a Brandeburgo.
Nel 1938 venne trasferito in Austria, come istruttore delle reclute SS del reggimento Thuringia delle SS-Totenkopfverbände. Il 17 febbraio 1939, per volere di Theodor Eicke, ispettore generale dei campi di concentramento nazisti, venne destinato al comando del campo di concentramento di Mauthausen in sostituzione di Albert Sauer, con la relativa promozione al grado di tenente colonnello.
Il suo rapido avanzamento di carriera sarebbe da attribuirsi all'interessamento di Heinrich Himmler, che lo avrebbe voluto ricompensare per le continue richieste avanzate di essere destinato in prima linea, una ricostruzione che lo stesso Ziereis avrebbe confermato nell'interrogatorio cui fu sottoposto prima di morire.

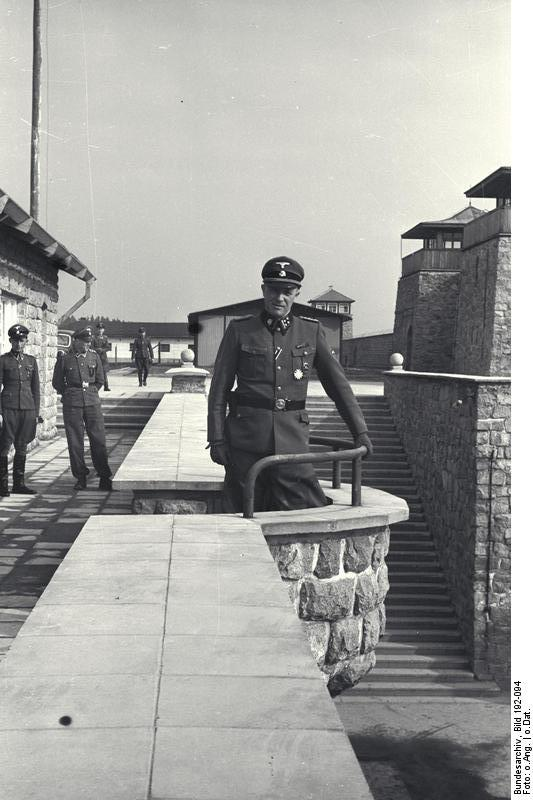
Ziereis dal balcone della sua abitazione che sovrastava il campo di Mauthausen: da qui era solito sparare ai prigionieri

Ziereis prese residenza presso lo stesso campo con la sua famiglia: vi trascorse in tutto sei anni, rendendosi tristemente famoso per la caccia ai prigionieri fuggitivi, alla quale addestrava diversi cani, e sparando loro con il proprio fucile, dal portico della propria abitazione, davanti al figlio undicenne. Nel 1941 accolse al campo Heinrich Himmler, comandante generale delle SS, in una delle sue visite di ispezione. Il 20 aprile 1944 venne promosso SS-Standartenführer (colonnello) per meriti speciali. Nell'aprile del 1945, poco prima della liberazione del campo, fece fucilare circa 3.000 prigionieri, compresi alcuni detenuti politici austriaci provenienti dalle carceri, e i prigionieri "cosiddetti portatori di segreti", coloro che avevano lavorato nelle camere a gas e nei forni crematori.
Dopo la liberazione del campo, fuggì insieme alla moglie ed al figlio, ma venne ritrovato dai soldati statunitensi in una casetta nelle montagne di Phyrn, nell'Alta Austria, il 23 maggio 1945. Nel suo nuovo tentativo di fuga, venne ferito gravemente da tre proiettili, per poi essere catturato e trasferito all'Ospedale militare americano di Gusen dove morì, il giorno seguente, dopo l'interrogatorio, condotto da Hans Marsalek del Servizio di controspionaggio della polizia di stato austriaca. Il suo corpo venne denudato, imbrattato con scritte ingiuriose e appeso dagli ex-prigionieri su una recinzione del campo di Gusen, e successivamente sepolto in una tomba anonima.